# Winter Challenge
Winter Challenge är ett sportspel från 1991 till Sega Mega Drive och DOS som skildrar sju olympiska vintergrenar. Spelet hade dock ingen olympisk licens av IOK eller någon nationell olympisk kommitté.

## Grenar
- Rodel
- Störtlopp
- Längdskidåkning
- Bob
- Hastighetsåkning på skridskor
- Storslalom
- Skidskytte
- Backhoppning

### Fotnoter
1. ↑  ”Winter Challenge” (på engelska). Mobygames. http://www.mobygames.com/game/games-winter-challenge. Läst 5 maj 2014.